# Anton Österreich
Anton Österreich (Esterreich) – rzeźbiarz okresu baroku czynny na Górnym Śląsku w XVIII wieku. W literaturze przedmiotu (w kręgu historyków sztuki) przyjmuje się, że był synem Johanna Melchiora Österreicha oraz spadkobiercą jego warsztatu, brak jednak dokumentów stwierdzających ten fakt.

## Prace

### Prace w kamieniu
- Dwie figury w Tarnowskich Górach: św. Jana Nepomucena i św. Floriana z końca lat 50. XVIII wieku[3].
- Figura św. Jana Nepomucena w Lubieszowie, lata 50. XVIII w., warsztat[4].
- Figura św. Jana Nepomucena w Januszkowicach, ok. 1760[5].

### Prace w drewnie
- Dwa ołtarze boczne w kościele parafialnym w Ujeździe oraz figura Chrystusa Zmartwychwstałego w zakrystii tegoż kościoła, 1759[6].
- Figura św. Jana Nepomucena w ołtarzu bocznym kościoła św. Wawrzyńca w Rybniku – Ligockiej Kuźni, ok. 1760, warsztat[7].
- Zespół prac snycerskich zachowanych wewnątrz kościoła w zespole klasztornym franciszkanów w Głubczycach: figury św. Sebastiana, św. Rocha oraz dwóch biskupów w ołtarzu głównym[8], a także anioły i wizerunek Boga Ojca w tym samym ołtarzu oraz figury aniołów, św. Joachima, Jana Chrzciciela w górnej partii ołtarza NMP, wraz z plastycznym wystrojem ambony i górnej części ołtarza Serca Jezusowego[9], 1761.
- Zespół prac snycerskich składających się na wystrój wnętrza kościoła podominikańskiego w Opolu: ołtarz główny (przebudowany, ale z zachowaniem oryginalnych części), sześć bocznych ołtarzy, ambona i szereg figur wolnostojących oraz krucyfiks[10], lata 50. XVIII w.
- Zespół prac snycerskich wewnątrz kościoła podominikańskiego w Raciborzu: ołtarz przy ścianie południowej prezbiterium wraz z ołtarzami w nawie, 2. połowa lat 50. VIII w.[11].
- Figura św. Sebastiana w kaplicy św. św. Fabiana i Sebastiana kościoła Narodzenia Najświętszej Marii Panny w Głubczycach, lata 50. XVIII wieku, warsztat[8].
- Prace snycerskie we wnętrzu kościoła w Ornontowicach: ołtarz główny oraz (warsztat) ołtarz boczny i krucyfiks ołtarzowy, lata 50. XVIII w.[12].
- Retabulum ołtarzowe św. Wawrzyńca – obecnie w nowszym kościele parafialnym w Żernicy, lata 50. XVIII wieku[13].
- Zespół prac snycerskich wewnątrz kościoła w Polskiej Cerekwi: ołtarz główny (przekształcony w XIX w.), ambona i chrzcielnica, lata 50. XVIII wieku[14].
- Zespół prac snycerskich w kościele w Bierawie: ołtarz główny, 2 ołtarze boczne i krucyfiks w kruchcie, lata 50. XVIII wieku[15].
- Ołtarze boczne przy tęczy w kościele św. Michała w Oleśnie, lata 50. XVIII wieku[16].
- Rzeźba Ecce Homo wykonana dla klasztoru cystersów w Jemielnicy, lata 50. XVIII wieku[17].

## Atrybucjeodrzucone[18]
- Kamienna figura św. Jana Nepomucena w Baborowie[19].
- Inne elementy wystroju wnętrza kościoła św. Jakuba w Raciborzu poza wymienionymi w artykule[20].
- Wystrój plastyczny ambony w Księżym Polu[8].